# Würschweiher
Ne doit pas être confondu avec Wörschweiler.
Würschweiher (ou Würschweiler) est un village disparu du pays de Bitche, en Moselle.
Le moulin de la Schwingmühle serait construit, d'après la tradition, sur le ban du village disparu en 1758.

## Histoire
- Cité dans l'Atlas de Bitche en 1755 sous le nom de Würschweiler-berg.